# 代山
代山（だいやま）は、埼玉県さいたま市緑区の大字。郵便番号は336-0975。

## 地理
さいたま市緑区の北東部の浦和美園駅から北西方に東北自動車道をまたいで1.5 kmほどのところに位置する。大宮台地（鳩ヶ谷支台）の上に位置し、日光御成街道沿いの集落である。縄文前期の代山貝塚や同中期の覚蓮寺遺跡などが見られるように、古くから人間が暮らしていた痕跡が見つかっている。中野田を挟んで南に大小2つの飛地がある。畑などの農地が多かったが、宅地化が進んでいる。

### 河川
- 八幡下排水路

## 歴史
もとは江戸期より存在した武蔵国足立郡南部領に属する代山村、古くは戦国期より見出せる足立郡のうちの「たいやま」であった。代山は大山や台山とも記される。岩付太田氏の家臣である小久保縫殿助もしくは山田大隅の居城と云われている代山城があり、岩付城の戦いで岩付城とともに落城している。
- 発足時は旗本服部氏の知行であるが、のちに幕府領となる[4]。
- 1615年（元和元年）より1697年（元禄10年）までは一時的に岩槻藩領となる時期があった。なお、検地は1630年（寛永7年）に実施[4]。
- 1698年（元禄11年）より一部の知行が旗本島田氏となる[4]。
- 幕末時点では足立郡代山村であった。明治初年の『旧高旧領取調帳』の記載によると、代官大竹左馬太郎支配所が管轄する幕府領と旗本島田元次郎の知行であった[6]。
- 1868年（慶応4年）6月19日 - 旧幕府領が武蔵知県事・山田政則（忍藩士）の管轄となる。
- 1869年（明治2年） 
  - 1月13日 - 武蔵知県事・宮原忠英の管轄区域に大宮県を設置、同県の管轄となる。県庁は東京府馬喰町に置かれる。
  - 9月29日 - 県庁が浦和に置かれ浦和県に改称。
  - 12月2日 - この日までに旗本領が上知され、浦和県の管轄となる（府藩県三治制も参照）。
- 1871年（明治4年）11月13日 - 第1次府県統合により埼玉県の管轄となる。
- 1879年（明治12年）3月17日 - 郡区町村編制法により成立した北足立郡に属す。郡役所は浦和宿に設置。
- 1889年（明治22年）4月1日 - 町村制施行により代山村が上野田村・中野田村・南部領辻村・高畑村・寺山村・大崎村および染谷村の一部と合併し、野田村となる[7]。野田村の大字代山となる[4]。村役場を大字代山に設置。
- 1956年（昭和31年） 4月1日 - 野田村・戸塚村・大門村が合併し、美園村となる[7]。美園村の大字となる。
- 1962年（昭和37年）5月1日 - 美園村のうち、旧大門村のうち差間・行衛を除く区域と旧野田村が浦和市に、旧戸塚村と旧大門村のうち差間・行衛が川口市にそれぞれ編入される[7][8]。以後浦和市の大字となる。
- 2001年（平成13年）5月1日 - 浦和市が与野市、大宮市と合併しさいたま市となり、さいたま市の大字となる。
- 2003年（平成15年）4月1日 - さいたま市が政令指定都市に移行し、さいたま市緑区の大字となる。

## 世帯数と人口
2017年（平成29年）9月1日現在の世帯数と人口は以下の通りである。
| 大字 | 世帯数  | 人口  |
| ---- | ------- | ----- |
| 代山 | 231世帯 | 552人 |

## 小・中学校の学区
市立小・中学校に通う場合、学区（校区）は以下の通りとなる。
| 番地 | 小学校                 | 中学校                 |
| ---- | ---------------------- | ---------------------- |
| 全域 | さいたま市立野田小学校 | さいたま市立美園中学校 |

## 交通

### 鉄道
地区内に鉄道は敷設されていない。埼玉高速鉄道浦和美園駅が近い。

### 道路
- 埼玉県道105号さいたま鳩ヶ谷線（日光御成街道）

## 施設
- 浦和学院高等学校
- 浦和代山郵便局
- 浦和東警察署野田駐在所
- しらさぎ幼稚園 - 飛地に立地
- 代山自治会館
- 厳島神社 -　代山城の裏鬼門に立地すると云う[5]。市指定文化財の厳島神社絵馬がある。
- 八幡社
- 正八幡宮
- 成田不動尊